# Pakistanische Badmintonmeisterschaft 1963
Die Pakistanische Badmintonmeisterschaft 1963 fand in Lahore statt. Es war die neunte Austragung der nationalen Meisterschaften von Pakistan im Badminton.

## Titelträger
| Disziplin    | Sieger                       |
| ------------ | ---------------------------- |
| Herreneinzel | Masood Khan                  |
| Dameneinzel  | Elsie Hunt                   |
| Herrendoppel | Nazir Rajput Muhammed Saleem |
| Damendoppel  | Elsie Hunt Corine McKinley   |
| Mixed        | Naqi Mohsin Elsie Hunt       |